# Nicolae Cambrea
Nicolae Cambrea (n. 5 aprilie 1899, Târgu Jiu, România – d. 5 februarie 1976, București, România) a fost un general de corp de armată român, care a luptat în cel de-Al Doilea Război Mondial, comandant al Diviziei Tudor Vladimirescu, fiind supranumit „generalul roșu”.

## Biografie

### Pregătire militară
Nicolae Cambrea provenea dintr-o familie de boieri pământeni din Hăiești, veche de aproape 500 de ani. Tatăl său era șeful Poliției din Târgu Jiu. A avut mai mulți frați: comisarul de poliție Gheorghe Cambrea, Gela Cambrea (care a fost secretară a lui Ion Gheorghe Maurer prin 1945) și Sevastița Cambrea (mama regizorului Sergiu Nicolaescu).
După moartea tatălui său, care se pare că a fost otrăvit în timpul ocupației germane a orașului Târgu Jiu în Primul Război Mondial, Nicolae Cambrea s-a înrolat voluntar în Armata Română, pe post de copil de trupă. A rămas în armată după război, urmând studii militare și devenind ofițer.
A publicat în 1939 volumul Mareșalul Pilsudski: omul de stat și comandantul suprem al forțelor poloneze în războiul polono-rus din anul 1920, la finalul căruia atrage atenția asupra pericolului comunist la adresa Europei.
A luptat pe frontul antisovietic în cel de-Al Doilea Război Mondial, în funcția de șef de stat major al Diviziei 5 Infanterie (comandate de generalul Nicolae Mazarini), fiind luat prizonier de Armata Roșie după bătălia de la Cotul Donului, la 22 noiembrie 1942, la Serafimovici.

### Comandant al Diviziei Tudor Vladimirescu
Aflat în prizonieratul sovietic, colonelul Nicolae Cambrea a primit comanda Diviziei de voluntari Tudor Vladimirescu, constituită din prizonieri români care au ales să treacă de partea inamicului. Comanda i s-ar fi atribuit, potrivit lui Sergiu Nicolaescu, la propunerea generalului Mihail Lascăr, care era și el prizonier. Trecerea sa de partea inamicului a fost considerată crimă de înaltă trădare pe timp de război de către dictatura antonesciană, colonelul fiind învinuit că și-a încălcat astfel jurământul de credință față de țară și Rege. El a militat pentru dezertarea altor comandanți români și alăturarea lor Armatei Roșii, faptă pedepsită cu moartea, conform Codului de Justiție Militară din 1939 (art. 498-499 și 501). Ministrul Constantin Pantazi a pregătit un decret în care colonelul Cambrea era condamnat la degradare militară  și împușcare pentru pactizare cu inamicul. Mareșalul Ion Antonescu a hotărât să nu semneze acel decret, gândindu-se că înscrierea unor ofițeri în Divizia Tudor Vladimirescu ar putea să-i servească țării la un moment dat.
În cartea sa de memorii, Pătimiri și iluminări din captivitatea sovietică, Radu Mărculescu , un fost camarad de-al lui Cambrea, descrie ședința de înființare fictivă a Diviziei, prezidată de Ana Pauker în lagărul de la Suzdal: „În ce privește formarea, pe teritoriul unui stat cu care ne aflam în stare de război, a unor unități militare de prizonieri români care, practic, să lupte împotriva Armatei Române, a declarat sublocotenentul de rezervă Constantin (Puiu) Atanasiu la ședința de pomină de la Suzdal, cred că domnul colonel Cambrea, ca ofițer de Stat Major, trebuie să știe sub incidența cărui articol din Codul Penal cade această infracțiune numită Act de Trădare în timp de război și care-i pedeapsa. Dacă nu-și aminteste, să-l ajut eu. Și, cu exactitate, mergând până la acribie, i-am citat articolul, aliniatul și sancțiunea: pedeapsa cu moartea. Au urmat câteva secunde de liniste mormântală, apoi au izbucnit aplauzele. Ca pleznit de palmele care aplaudau, Cambrea a sărit de pe scaun, gata să se năpustească asupra mea, dar Novikov l-a prins de brat și l-a reținut. Apoi, foarte calm, a declarat dezbaterile închise, invitând pe cine vrea să treacă pe la colțul mesei, unde era un teanc de formulare șapirografiate, și să semneze unul”.. Scena este relatată și de profesorul Basarab Nicolescu conform notelor tatălui sau, prizonier în același lagăr: „În prezidiu iau loc Novikov, Ana Pauker, Cambrea. (...) Cambrea era privit desigur ca un trădător de ofițerii români. Nota tatălui meu este surprinzătoare prin umanitatea sa: «M-am avut bine cu Lt. Col.Cambrea care, în primele zvârcoliri, plângea câteodată!».”.
Lavrenti Beria, comisarul poporului pentru Afaceri Interne al URSS, i-a comunicat generalissimului Iosif Vissarionovici Stalin, la 7 februarie 1944, printr-un document clasat „strict secret”, constituirea primei Divizii române de infanterie a NKVD, cu Nicolae Cambrea comandant și Iacob Teclu șef de stat major .
Nicolae Cambrea a fost numit general de brigadă de Iosif Vissarionovici Stalin . Petre Pandrea, care scrie în memoriile sale din închisoare că a fost arestat în 1948 și din cauza relațiilor sale cu „generalul roșu” Nicolae Cambrea, afirmă în romanul său autobiografic Călugărul Alb că Nicolae Cambrea era amantul Anei Pauker.
Păstorel Teodoreanu a dedicat următoarea epigramă diviziei prizonierilor din URSS creată de NKVD prin Ana Pauker "Tudor Vladimirescu - Debrețin": „Din falnic vânător de munte,/ Mi te-a făcut Ana Pandur -/ Întâi ți-a-nfipt o stea în frunte/ Și-apoi un debrețin... în c.r”.
În timpul luptelor de pe frontul antigerman, Nicolae Cambrea a fost grav rănit la sud de Oradea, după unele surse, iar după altele la Debrețin.

### Activitate după război
Împreună cu generalul Mihail Lascăr, Nicolae Cambrea a condus Comisia Electorală a Armatei, la Alegeri generale în România, 1946, falsificate de comuniști. Prin Decretul Regal nr. 3232/11 noiembrie 1946, generalul Nicolae Cambrea a fost decorat cu Ordinul Mihai Viteazul, cl. III cu spade. În perioada 2 mai - 25 noiembrie 1949, generalul de corp de armată Nicolae Cambrea a condus Regiunea a III-a Militară, cu sediul la Cluj. Este decorat la 20 august 1949 cu Ordinul „Apărarea Patriei” clasa a II-a „pentru însemnata contribuție adusă în lupta pentru Apărarea Patriei și a poporului muncitor”.
În cadrul unui „Raport asupra situației armatei și a problemelor de apărare națională, prezentat Secretariatului C.C. al P.C.R. la 9 ianuarie 1950 de către ministrul Emil Bodnăraș, se propunea la punctul 9 (ultimul) al capitolului IV: „M.A.N. va trece în rezervă pe data de 15 ianuarie 1950 pe generalii Mihail Lascăr și Nicolae Cambrea”.
Este judecat în anii '50 de Direcția Superioară Politică a Armatei (DSPA), imputându-i-se relații cu Casa Regală și ambasade străine. Este salvat însă de intervenția mareșalului sovietic Rodion Malinovski, care-l cunoștea. Soția sa a lucrat la Ministerul Alimentației Publice.
Reabilitat la finalul anilor '60, i se acordă gradele și este trecut în rezervă.
Cambrea este numit apoi la 1 iulie 1964 în funcția de vicepreședinte al Consiliului de conducere al Casei de Economii și Consemnațiuni, fiind eliberat din funcție începând cu data de 1 octombrie 1972, în vederea pensionării.
Nicolae Cambrea a publicat în 1966 un volum de memorii intitulat Din amintirile unui ostaș (Editura pentru literatură, București, 1966). „Reamintindu-ne mereu aspecte din zodia întunecată a trecutului sau luând cunoștință de ele pe calea scrisului, și în acest sens mă refer la tineret, înțelegem mai adânc și mai cuprinzător vraja minunilor din vremurile de azi, realizările grandioase ale poporului nostru condus și îndrumat de Partidul Comunist Român. Firul amintirilor va continua.”, scrie autorul în cartea sa de memorii.
În august 1969, cu ocazia aniversării a 25 de ani de la Lovitura de stat din 23 august 1944, generalul-locotenent (cu două stele) în retragere Nicolae Cambrea a fost înaintat la gradul de general-colonel (cu trei stele).
Comunistul Nicolae Cambrea, un apropiat al Anei Pauker, a ales să fie incinerat.

## Lucrări publicate
- Mareșalul Pilsudski: omul de stat și comandantul suprem al forțelor poloneze în războiul polono-rus din anul 1920 (Ed. Unirea, Brașov, 1939), 390 p.
- Din amintirile unui ostaș (Editura pentru literatură, București, 1966)

## Decorații
- Ordinul „Steaua României” în gradul de cavaler (8 iunie 1940)[25]
- Ordinul Muncii clasa a III-a (30 decembrie 1957) „cu ocazia celei de a zecea aniversări a proclamării Republicii Populare Romîne și pentru merite deosebite în îndeplinirea sarcinilor date de Partidul Muncitoresc Romîn, pentru merite deosebite pe tărîmul construcției de stat, economice, sociale, culturale și obștești”[26]
- Ordinul „23 August” clasa a III-a (12 august 1959) „pentru contribuția activă la întărirea regimului democrat-popular”[27]
- Ordinul „23 August” clasa a II-a (10 august 1964) „pentru merite deosebite în opera de construire a socialismului, cu prilejul celei de a XX-a aniversări a eliberării patriei”[28]
- titlul de Erou al Muncii Socialiste și medalia de aur „Secera și ciocanul” (4 mai 1971) „cu prilejul aniversării a 50 de ani de la constituirea Partidului Comunist Român, [...] pentru contribuția deosebită adusă la întărirea forțelor armate și apărarea orînduirii sociale și de stat”[29]